# Mesa-Verde-Nationalpark
Mesa Verde (spanisch für Grüner Tafelberg) ist ein Nationalpark im südwestlichen Teil des US-Bundesstaates Colorado – rund 420 Kilometer südwestlich von Denver und etwa 50 Kilometer westlich des kleinen Touristenzentrums Durango gelegen. Der Park schützt rund 4000 archäologische Stätten, insbesondere die erst Ende des 19. Jahrhunderts vollständig erforschten, gut erhaltenen Felsbehausungen vorkolumbischer Anasazi-Stämme.
Mesa Verde ist der einzige Nationalpark in den Vereinigten Staaten, der zum Schutz eines archäologischen Ortes eingerichtet wurde, andere kulturhistorische Objekte sind als National Monument ausgewiesen oder in einer anderen formal geringeren Schutzgebietskategorie. Im Jahr 1978 wurde der Mesa-Verde-Nationalpark als UNESCO-Welterbe in die Liste der Vereinigten Staaten aufgenommen.

## Geographie
Mesa Verde ist ein dicht bewaldeter und zerklüfteter Tafelberg, der sich von der umliegenden Landschaft des südwestlichen Colorado um mehr als 600 Meter abhebt und damit an seinen höchsten Punkten eine Höhe von fast 2600 Metern erreicht.

## Forschungsgeschichte
1888 suchten Charlie Mason und Richard Wetherill, beides Cowboys aus Mancos, nach verirrten Rindern und entdeckten die verlassenen Häuser unter tiefen Abris. In den folgenden Jahren widmete Wetherill sich der Erforschung vieler Ruinen der Anasazi und unternahm zahlreiche Ausgrabungen. Nachdem Gustaf Nordenskiöld, ein schwedischer Forscher, rund 600 Überreste nach Schweden geschickt hatte, wurde am 29. Juni 1906 zum Schutz der Anasazi-Siedlungen der heute kulturhistorisch bedeutsamste Nationalpark der Vereinigten Staaten gegründet. Er wurde am 6. September 1978 in die Liste des Weltkulturerbes der UNESCO aufgenommen.

## Archäologische Geschichte
Die Region von Mesa Verde war seit ungefähr 600 n. Chr. stärker besiedelt. Die Menschen lebten in Siedlungen bestehend aus einigen Grubenhäusern (engl. pit houses) auf der ebenen Fläche der Mesas. Da die Siedlungen der Umgebung deutlich früher entstanden sind, muss man annehmen, dass die Mesaflächen erst in dieser Zeit attraktiv wurden. Anders als heute boten sie einen regelmäßigen Regen, fruchtbare Böden und viel Holz aus den Wäldern. Außerdem gab es viel Wild und dauernde Quellen. Um rund 750 wurden die Grubenhäuser zunehmend verlassen und die Menschen errichteten oberflächige Häuser mit Flechtwänden zwischen senkrechten Pfosten, die anschließend mit Lehm verkleidet wurden. Da sich diese Konstruktionen offensichtlich nicht bewährten, begann man die Verwendung von Steinmaterial vorzuziehen und die als Pueblos bekannten Komplexe aus gemauerten Wohn- und Vorratsräumen zu bauen, die schließlich beträchtliche Größen annahmen und bis zu 500 Menschen beherbergten. Die traditionellen halb unterirdischen Grubenhäuser wurden als durch das Dach über eine Leiter zugänglichen Zeremonialräume, den Kiva, beibehalten.
Die Nutzung der Abris in den steilen Felswänden den Canyons setzte erst spät, gegen 1200 n. Chr. ein. Es ist in der Forschung umstritten, weshalb diese Veränderung der Siedlungspraxis überhaupt erfolgte, da sie vielleicht die Hälfte der Bevölkerung von Mesa Verde umfasste. Reine Verteidigungsgründe scheiden schon deshalb aus.
Die Anasazi – deren Bauten etwa im 16. Jahrhundert erstmals von den Navajo entdeckt wurden und von denen sie auch ihren heute allgemein verbreiteten Namen erhielten – erreichten in dieser Zeit ihren kulturellen Höhepunkt. Auch wenn sich trotz jahrzehntelanger Ausgrabungen und Forschungen die ganze Geschichte der auf dem Tafelberg lebenden Anasazi nicht mehr eindeutig und vollständig rekonstruieren lässt, lassen gefundene Gebrauchsgegenstände einige Rückschlüsse auf ihren Alltag zu. So waren die Bewohner von Mesa Verde ausgezeichnete Töpfer und Korbflechter; zu ihren Erzeugnissen gehörten neben Töpfen, Trinkgefäßen und Schöpfkellen auch solche Gegenstände, die vermutlich zu zeremoniellen Zwecken benutzt wurden. Man geht davon aus, dass das Handwerk insbesondere von Frauen ausgeübt wurde und die Fertigkeiten von den Müttern an die Töchter weitergegeben wurden. Die Töpferzeugnisse wurden in dieser Blütezeit mit geometrischen Strukturen verziert. Es finden sich außerdem relativ einfache Beispiele für Felsgravierungen, die menschliche Formen darstellen.
Die Anasazi verfügten seinerzeit bereits über hervorragende Bewässerungssysteme, die ihnen zum Anbau von Mais, Bohnen und Kürbis verhalfen. Als Beispiel für ein Staubecken galt lange der Mummy Lake, der einen Teil von Far View bildet. Weitere Nahrungsquelle war die Jagd der Männer, die auf Grund der zu überwindenden Höhenunterschiede durch das zerklüftete Mesa Verde beschwerlich gewesen sein dürfte.
Bald nach der Errichtung der Cliff dwellings begann eine langsame Entvölkerung. Die Gründe sind bis heute unklar. Vielleicht spielte auch eine zunehmende Dürre eine Rolle, die ihren Höhepunkt zwischen 1275 und 1299 erreichte. Sie verschlechterte die Lebensverhältnisse wie Anbau, Holzgewinnung und Jagd, wie sich an der immer kritischer werdenden Ernährung nachweisen lässt. Um 1300 n. Chr. war der Raum von Mesa Verde praktisch menschenleer.

## Cliff dwellings
Die Attraktion von Mesa Verde bilden die rund 600 Felsbehausungen, von denen allerdings nur rund ein Dutzend größere Siedlungen bildeten und heute einen ähnlichen Bekanntheitsgrad wie Spruce Tree House, Balcony House oder Cliff Palace haben.

### Cliff Palace

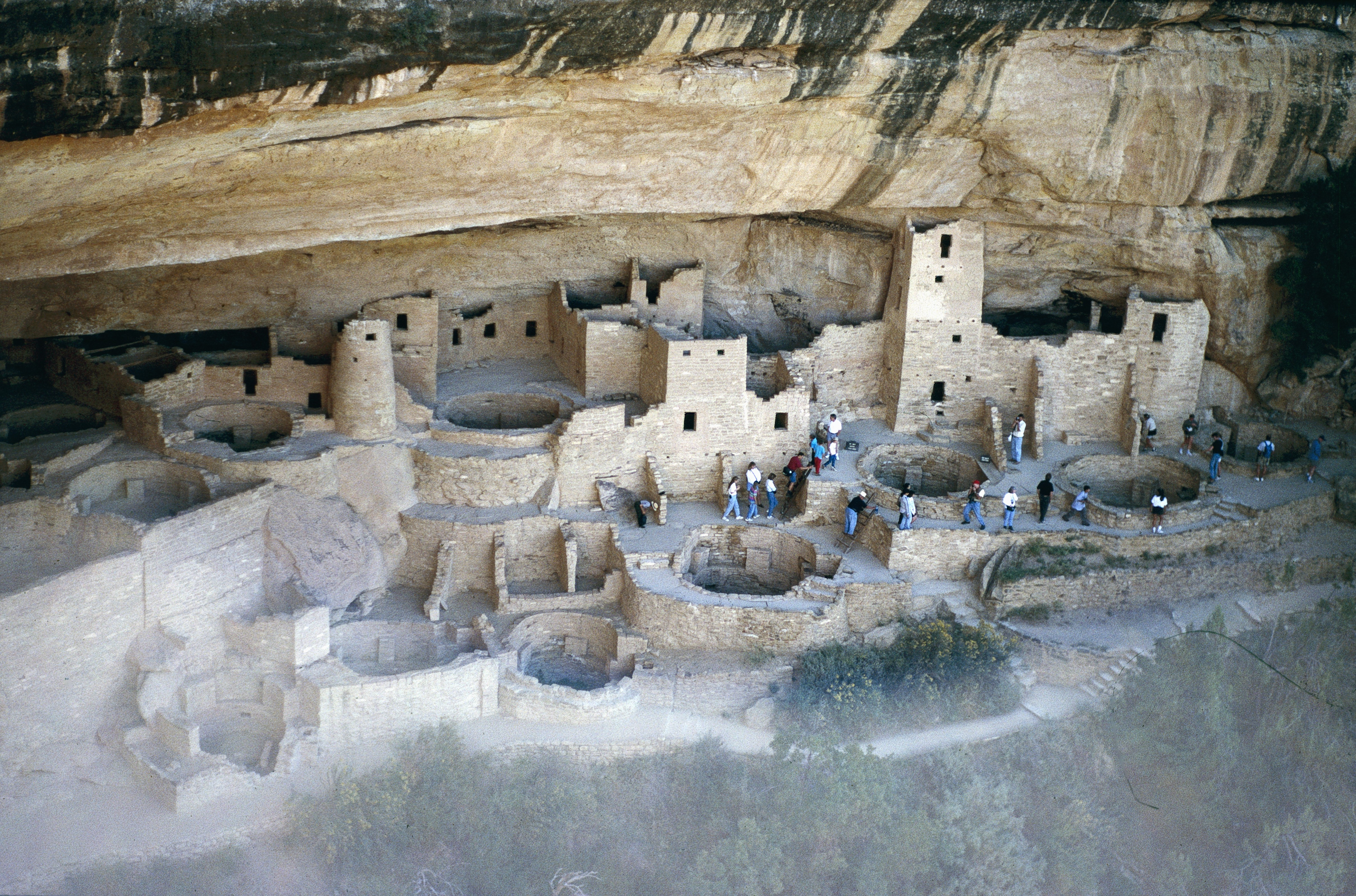
Mesa Verde Cliff Palace

Der Cliff Palace ist eine der größten Siedlungen im Mesa Verde Gebiet. In einem weit überhängenden Abri wurden diese Felsenhäuser (nach Baumring-Datierung) seit ungefähr 1190 n. Chr. aus Sandsteinblöcken gebaut, die mit Mörtel aus Erde, Wasser und Asche verbunden wurden. Hölzerne Balken dienten zur Konstruktion von Decken und Türdurchgängen. Die Errichtungszeit ist kurz, im Wesentlichen 20 Jahre, mit geringerer Aktivität bis 1260 n. Chr. Bereits um 1300 n. Chr. wurde der Cliff Palace aufgegeben. Der Cliff-Palace umfasst rund 150 Räume und 23 Kivas. Die Anzahl der Bewohner dürfte nicht über 100 gelegen haben.
Eine bemerkenswerte Konstruktion ist ein rechteckiger Turm mit vier Stockwerken, der beinahe bis zum Dach des Abri reicht; er wurde teilweise rekonstruiert. Andere turmartige Bauten sind rund und von geringerer Höhe.

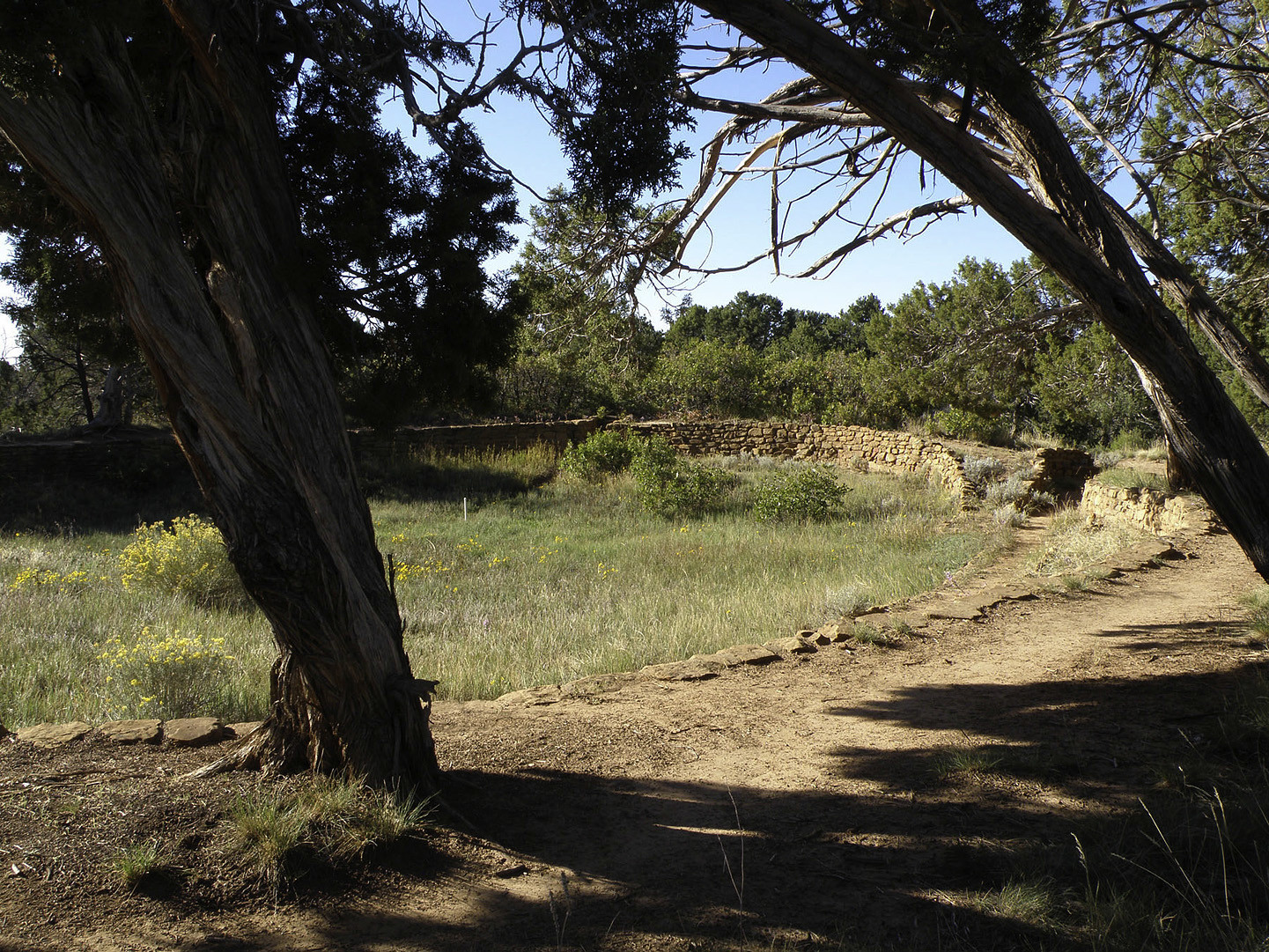
Das so genannte Far View Reservoir

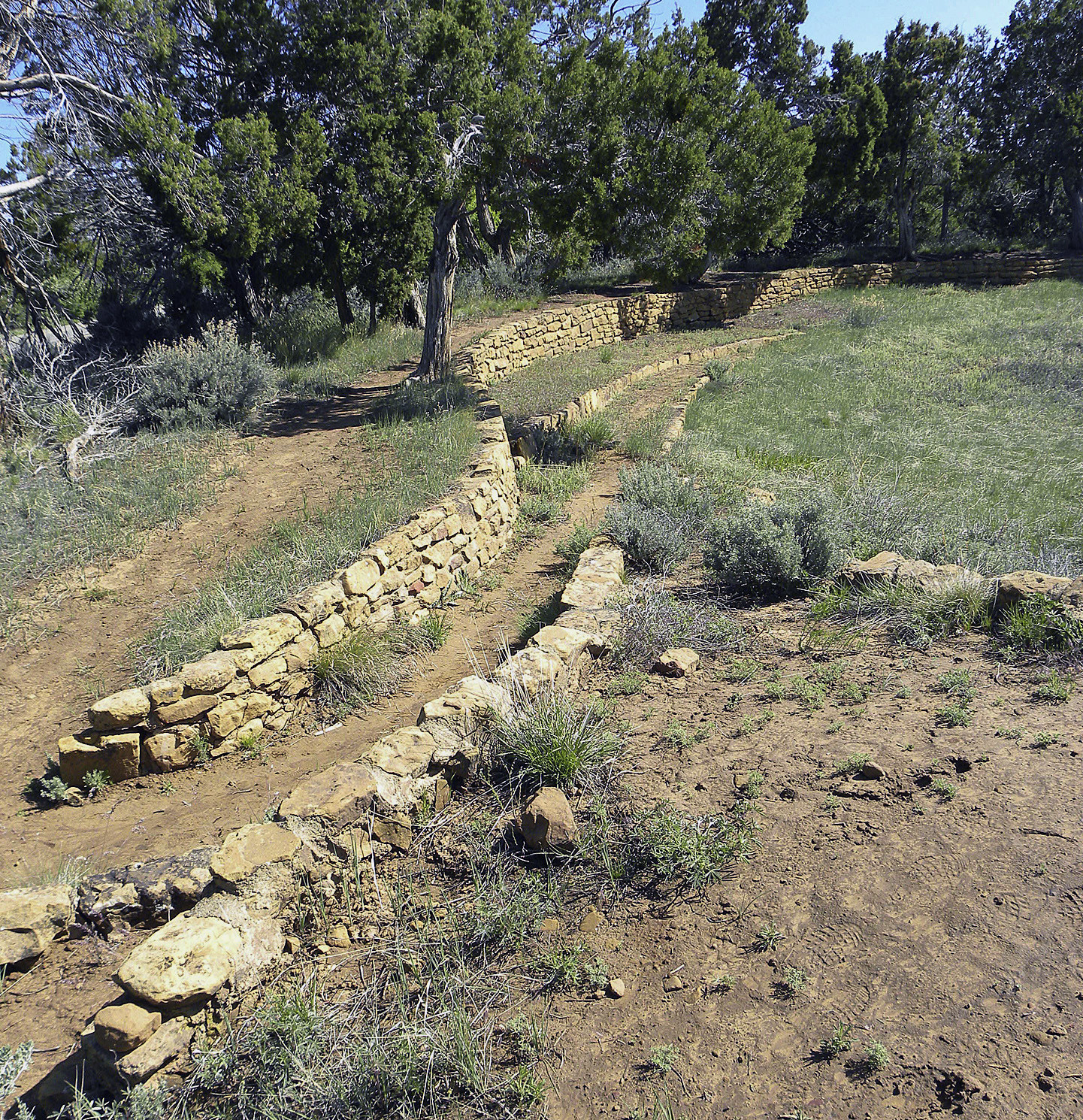
Die Einmündung der Prozessionsstraße oder eines Kanals in die Struktur

## Bauten auf der Fläche der Mesa
Ursprünglich besiedelten die Anasazi die Oberfläche der Mesa. Ihre Siedlungsgeschichte in der Region begann mit einfachen Grubenhäusern und entwickelte sich zu Pueblos, bevor sie die umfangreichen Cliff Palaces in den Felsüberhängen bauten.
Auf der Chapin Mesa sind mehrere Bauten auf der Oberfläche erhalten oder restauriert und für Besucher zugänglich. Darunter der Far View Komplex und die Mesa Top Sites an der Spitze der Chapin Mesa.

### Mesa Top Sites
Auf dem Felsvorsprung, der die Spitze der knapp 10 km langen Chapin Mesa darstellt, sind Bauten aus verschiedenen Epochen der Siedlungsgeschichte erreichbar. Ein Siedlungskomplex umfasst die Ausgrabungsstätte eines Grubenhauses und einen rekonstruierten Bau aus der ersten Entwicklungsstufe der Pueblos. Weiter östlich liegen Sun Point Pueblo und Sun Temple, zwei Bauten aus der vor letzten Epoche von Mesa Verde und nur in Grundzügen rekonstruiert. Sun Temple war ein Ort für Zeremonien der Siedlergemeinschaft.

### Far View
Der Far View Komplex liegt etwa auf der Mitte der Chapin Mesa. Er besteht aus einem mittelgroßen und einem kleineren Pueblo aus der mittleren Epoche der Anasazi-Geschichte. Im unmittelbaren Umfeld ist eine große Gemeinschafts-Kiva nachgewiesen, die aber bisher nicht ausgegraben ist.
Etwas nördlich des Komplexes liegt eine große, kreisrunde Struktur von rund 27 Metern Durchmesser, die bisher als Wasserspeicher angesehen wurde und daher von den ursprünglichen Ausgräbern Mummy Lake (Mumien-See) und später Far View Reservoir (Far View Stausee) genannt wurde. 2014 veröffentlichte Analysen ergaben, dass die vermeintlichen Wasserzuleitungen des Staubeckens aufgrund der Geländestruktur kein Wasser leiten konnten. Zudem hätte Regenwasser, das im vermuteten Einzugsgebiet die Hänge abgelaufen wäre, unweigerlich die Konstruktion mit Schwemmsanden und Tonpartikeln blockiert. Die neue Interpretation sieht in der Struktur einen zeremoniellen Ort und die vermeintlichen Kanäle als rituelle Prozessionsstraßen nach dem Vorbild der nahegelegenen Chaco-Canyon-Kultur.

## Eintragung als Weltkulturerbe
Der Mesa-Verde-Nationalpark wurde 1978 aufgrund eines Beschlusses der zweiten Sitzung des Welterbekomitees als erste Weltkulturerbestätte der USA in die Liste des UNESCO-Welterbes eingetragen. In der Sitzung wurde auch der Yellowstone-Nationalpark als erstes Weltnaturerbe aufgenommen.
Die Welterbestätte umfasst eine Fläche von 21.043 Hektar.
In der Begründung für die Eintragung heißt es unter anderem:

„Die Mesa-Verde-Landschaft ist eine bemerkenswert gut erhaltene prähistorische Siedlungslandschaft der Anasazi-Kultur, die fast 900 Jahre lang von ca. 450 bis 1300 dauerte. Dieses Plateau im Südwesten von Colorado, das auf einer Höhe von mehr als 2.600 Metern liegt, enthält eine große Konzentration an spektakulären Pueblo-Indianer-Wohnungen, darunter die bekannten Felsenwohnungen. Diese reiche Landschaft bietet ein bemerkenswertes archäologisches Labor, um unser Verständnis für die Anasazi zu verbessern.“

Die Eintragung erfolgte aufgrund des Kriteriums (iii).

„(iii): Die außergewöhnlichen archäologischen Stätten der Mesa-Verde-Landschaft zeugen von den alten kulturellen Traditionen der indianischen Stämme. Sie stellen eine anschauliche Verbindung zwischen der Vergangenheit und Gegenwart der Pueblo-Völker des amerikanischen Südwestens dar.“

## Sonstiges
Am 15. Oktober 1966 wurde der Nationalpark als Historic District dem National Register of Historic Places hinzugefügt. Einige Gebäude des National Park Service innerhalb des Nationalparks erhielten am 29. Mai 1987 als Mesa Verde Administrative District den Status einer National Historic Landmark. Die vermeintlichen Staubecken und Bewässerungssysteme wurden 2004 von der American Society of Civil Engineers in die List of Historic Civil Engineering Landmarks aufgenommen.